# Вамсутта

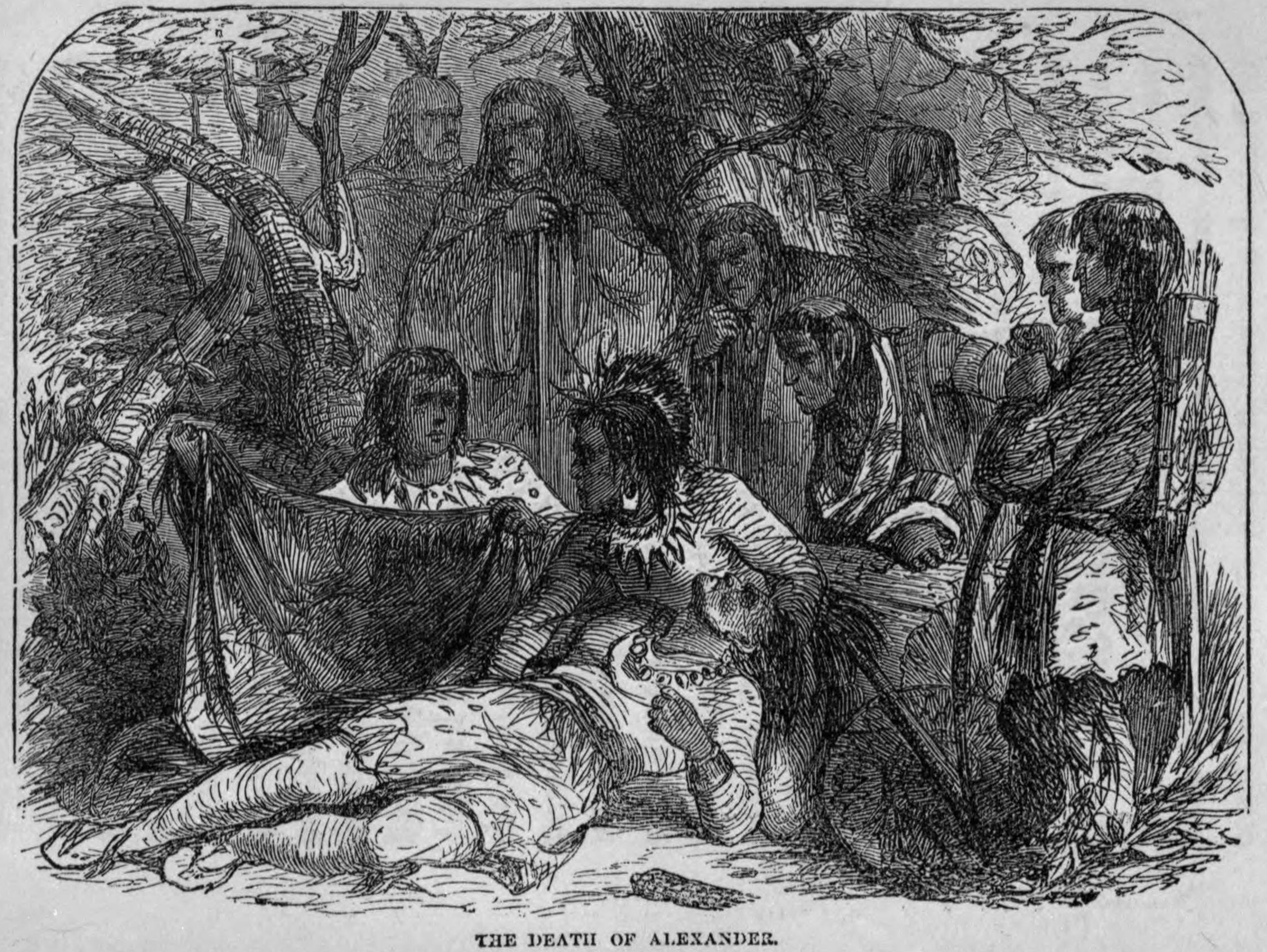
Смерть Вамсутты, иллюстрация в журнале Harper’s Magazine, 1857 г.

Вамсутта (англ. Wamsutta; ок. 1634 — 1662) — сахем вампаноагов и старший сын Массасойта, возглавивший народ после смерти своего отца. Среди английских колонистов был известен как Александр Поканокет (англ. Alexander Pokanoket).
Отец Вамсутты Массасойт после договора 1621 года с пуританами оказался тесно связан с руководителями Плимутской колонии. В последующие годы англичане помогали ему договариваться о перемирии с более могущественными наррагансеттами. Когда началась Пекотская война вампаноаги не стали в ней участвовать. Массасойт избегал конфликтов с англичанами, но после его смерти, случившейся около 1660 года, отношения племени с Плимутской колонией начали ухудшаться. Во многом это происходило из-за того, что у новых властей колонии не было личных связей с вождями индейцев, как у её основоположников. Новые лидеры Плимута наделяли своих граждан землёй без предварительных переговоров с вождями вампаноагов.
В 1660 году Вамсутта стал сахемом племени и предстал перед судом Плимута. Он попросил, чтобы ему и его брату дали английские имена в соответствии с обычаями вампаноагов, согласно которым новые имена обозначали важные моменты в жизни. В результате Плимутский суд изменил Вамсутте имя на Александр, а Метакомету — на Филипа.
После смерти Оливера Кромвеля генерал Джон Монк при поддержке ключевых сторонников добился возвращения Карла II из изгнания и реставрации монархии. Перемены в Англии угрожала существованию Плимутской колонии, поскольку она не имела хартии и её основатели были связаны с членами парламента, казнившими Карла I. По английским законам колония зависела от вампаноагов, территория которых образовывала пограничную зону, привлекавшую также Массачусетс и Род-Айленд. 
Когда сменивший своего отца на посту сахема племени Вамсутта продал землю Род-Айленду, власти Плимута разгневались и попросили его не иметь дел с другими колониями. Но он, в отличие от своего отца, стал действовать более независимо, и вновь договорился о сделке с представителями Род-Айленда. В 1662 году Джосайя Уинслоу, сын губернатора Плимута и командующий его вооружёнными силами, возглавил отряд ополченцев и отправился к старшему сыну Массасойта на переговоры. Вамсутта согласился следовать с Уинслоу в Плимут, но по дороге тяжело заболел и скончался.

### Статьи
- Lafantasie, Glenn W. The Long Shadow of King Philip (англ.) // American History. — Arlington, VA: Historynet LLC, 2004. — Vol. 39, iss. 1. — P. 58—67. — ISSN 1076-8866.